# Viertelmondmesser

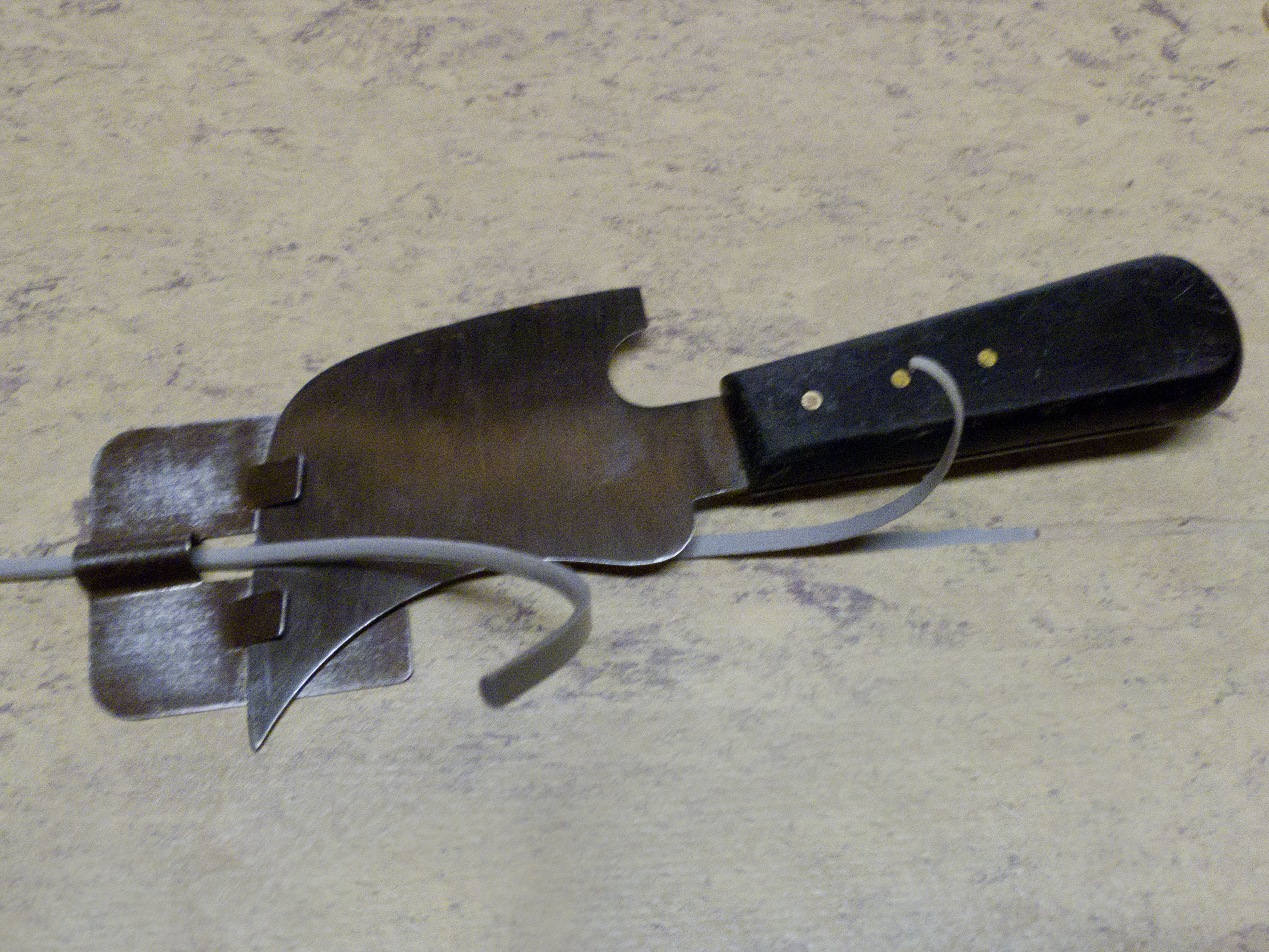
Viertelmondmesser mit Fugenschlitten bei Verwendung als Bodenlegerwerkzeug

Das Viertelmondmesser ist ein Messer der Sattler zur Lederbearbeitung und wird auch von Bodenlegern genutzt.

## Verwendung
Der Sattler benutzt den Viertelmond zum Zuschneiden und Ausschärfen von Leder auf einem Schneidbrett aus Lindenholz zur Schonung der Schneide. Dem Bodenleger dient er zum Abstoßen der überstehenden Schweißnaht nach dem Verschweißen von Fugen bei Fußbodenbelägen und wird üblicherweise mit einem Fugenschlitten zur Schweißnahtnachbearbeitung in zwei Arbeitsschritten verwendet.